# Nuevo Estadio de Eskişehir
El Nuevo Estadio de Eskişehir (en turco: Yeni Eskişehir Stadyumu), es un estadio multipropósito ubicado en la ciudad de Eskişehir, Turquía, el recinto cuenta con una capacidad para 34 930 espectadores y es propiedad del club de fútbol Eskişehirspor equipo de la Superliga de Turquía. El estadio reemplazo al antiguo Estadio Eskişehir Atatürk construido en 1962 y demolido a comienzos de 2017.
Después de tres años de construcción el estadio fue inaugurado el 20 de noviembre de 2016 con un partido de Liga entre Eskişehirspor y Malatyaspor con victoria del cuadro local por 2-0.

## Partidos internacionales
La Selección de fútbol de Turquía jugó su primer partido en el nuevo estadio el 5 de septiembre de 2017, cuando derrotaron a Croacia 1-0 con gol de Cenk Tosun, en partido válido por las Clasificatorias para la Copa Mundial de Fútbol Rusia 2018.
Partidos de la selección de Turquía en el estadio.
| #  | fecha                   | Rival    | Resultado | Asistencia | Evento                                |
| -- | ----------------------- | -------- | --------- | ---------- | ------------------------------------- |
| 1. | 5 de septiembre de 2017 | Croacia  | 1 - 0     | 28 600     | Clasificación Copa Mundial Rusia 2018 |
| 2. | 6 de octubre de 2017    | Islandia | 0 - 3     | 29 000     | Clasificación Copa Mundial Rusia 2018 |